# Szabó Endre (tanító)
Szabó Endre, Szabó András (Nagyoroszi (Nógrád megye), 1839. december 28. – Budapest, 1913/1914.?) községi tanító, a rimaszombati ipariskola igazgatója (1878).

## Élete
Szabó Lajos gazdatiszt és Szegő Zsuzsanna gyermekeként született. Jogi pályára készült, de kisdednevelő lett, 1865-ben szerzett óvói oklevelet. Előbb Halason, majd Álmosdon volt óvó, s 1870 szeptemberétől rövid ideig a pesti kisdedóvókat képző intézet igazgatója. 1870 januárjában indította el az Alapnevelők és Szülők Lapja c. folyóiratot, 1871-ben Fröbel címmel nevelési szaklapot indított. 1873-ban tanulmányúton járt külföldön Köhler gothai intézetében. 1873-ban a kolozsvári Fröbel-intézet titkára, 1874-től igazgatója volt. 1877-ben Tomcsányi Károly kiadóval új hetilapot indítottak Rimaszombat és Vidéke címmel, mely két éven keresztül jelent meg. 1878-tól a Rimaszombati Ipari Iskola igazgatója volt, az ő érdemeként tartják számon a kézimunka iskolai bevezetését. 1883-ben elhagyta a nevelői pályát és újságíró lett Budapesten. Körutat tett Amerikában is, ahol tanulmányozta az ottani oktatási módszereket és eredményeket, tapasztalatairól cikkeket publikált.
1862-ben feleségül vette a nézsai születésű Gyürky Máriát, frigyükből négy leánygyermek született, ők később mind óvónők lettek. 
A magyar óvodai nevelés reformere, a mai modern kisgyermeknevelés előfutára és az első óvodai szakfolyóirat alapítója és szerkesztője volt. Korának legismertebb német óvodapedagógusát, Friedrich Fröbelt (1782–1852) népszerűsítette a magyar pedagógusok körében Álmosdon írt egyik könyvével. Egy másik művével pedig a mai környezetismeret tárgy elődjének tanítását kívánta megkönnyíteni, szintén Fröbel szellemében.

## Emlékezete
Márványból készült emléktábláját, mely a nagyoroszi óvoda falán található, 1985. májusában avatták fel. 1990-ben az álmosdi óvoda falán is emléktáblát kapott.

## Munkái
- Első gyakorlatok az értelem fejlesztése köréből. Kisdedóvódák... használatára. Debreczen, 1871.
- Vezérkönyv Fröbel Frigyes foglalkoztató eszközei használatára. Nevelők, tanítók és anyák számára német kútfők után. 31 táblán számos ábrával, Pest, 1871.
- Társalgó-terem. Beszélykék 3-10 éves gyermekek számára. Fröbel Frigyes rendszeréhez alkalmazottan. Kolozsvár, 1872.
- A gyermekekért. Népszerű ismertetés ezen intézet czéljáról és berendezéséről. Kolozsvár, 1873.
- Képek a külföldi tanügyi állapotok köréből. Különös tekintettel a prágai, szászországi, thüringiai és bajorhoni gyermekkertek, elemi és polgári iskolák, gyermekkertésznő, tanító- és tanítóképezdék ismertetésére. Kolozsvár, 1873. (Egy része a Kelet 1873. 148-160. sz. jelent meg.)
- Gyermekisme. Boncz- és lélektani alapon. Kolozsvár, 1874.
- Neveléstan. Vezérfonál a kis gyermekek nevelésére. Fröbel Frigyes elvei szerint. Kolozsvár, 1874.
- Előterjesztvény és javaslat. Budapest, 1875.
- A kézimunka tanítása a népiskolában. Kolozsvár, 1876. (2. jav. kiadás. Rimaszombat, 1878.)
- Az érzékszervek gymnastikája. A neveléssel foglalkozók számára. Rimaszombat, 1877.

Szerkesztette a Kisdednevelés című lap első évfolyamát 1870-ben; azonban tovább is írt a lapba, ahol utolsó cikke 1883-ban jelent meg. Szerkesztője volt az Alapnevelők és Szülők Lapja című óvodapedagógiai folyóiratnak is.

## Álnevei
Szabó bácsi, Gyermekbarát és Egy nevelő.